# Titularbistum Elatea
Elatea ist ein Titularbistum der römisch-katholischen Kirche. 
Es geht zurück auf ein früheres Bistum der antiken Stadt Elateia in der mittelgriechischen Landschaft Phokis, das der Kirchenprovinz Athen zugeordnet war.
| Titularbischöfe von Elatea |                             |                                                              |                    |                    |
| Nr.                        | Name                        | Amt                                                          | von                | bis                |
| 1                          | Ange-Auguste Faisandier SJ  | emeritierter Bischof von Trichinopoly (Britisch-Indien)      | 24. September 1934 | 25. Mai 1935       |
| 2                          | Roger-Henri-Marie Beaussart | Weihbischof in Paris (Frankreich)                            | 19. Juni 1935      | 10. Dezember 1943  |
| 3                          | Giuseppe Zaffonato          | Apostolischer Administrator von Vittorio Veneto (Italien)    | 6. Februar 1944    | 27. September 1945 |
| 4                          | John Christopher Cody       | Koadjutorbischof von London (Kanada)                         | 6. April 1946      | 2. Juni 1950       |
| 5                          | Dominic Tang Yee-ming SJ    | Apostolischer Administrator von Kanton (Volksrepublik China) | 1. Oktober 1950    | 26. Mai 1981       |